# 19. februar
19. februar je 50. dan leta v gregorijanskem koledarju. Ostaja še 315 dni (316 v prestopnih letih).

## Dogodki
- 1600 – silovit izbruh perujskega vulkana Huaynaputina
- 1674 – Nizozemska se s podpisom westminstrskega miru odpove New Yorku
- 1855 – Urbain Le Verrier predlaga ustanovitev mednarodne vremenske službe
- 1878 – Thomas Alva Edison izumi gramofon
- 1881 – Kansas postane prva ameriška zvezna država, ki je prepovedala vse alkoholne pijače
- 1913 – Pedro Lascurain postane predsednik Mehike za 45 minut, kar je najkrajše predsedovanje v zgodovini.
- 1920 – prvo predavanje na Oddelku za zgodovino (takrat imenovan Historični seminar) FF, Univerze v Ljubljani, ki ga je izvedel Ljudmil Hauptmann - začetek študija zgodovine na Slovenskem
- 1928 – konec devetih olimpijskih iger (drugih zimskih)
- 1944 – pričetek prvega zasedanja SNOSa v Črnomlju
- 1945 – USMC se izkrca na Iwo Jimi
- 1959 – Ciper postane samostojna država
- 1984 –
  - Italija in Vatikan podpišeta pogodbo, ki omeji pravice Vatikana in Rimu odvzame naziv »sveto mesto«
  - konec 14. zimskih olimpijskih iger v Sarajevu
- 1986 – v orbito utirjena vesoljska postaja Mir
- 1993 – ustanovljena Slovenska škofovska konferenca
- 1996 – z Daytonskim sporazumom se konča obleganje Sarajeva

## Rojstva
- 1473 – Nikolaj Kopernik, poljski astronom († 1543)
- 1552 – Melchior Klesl, avstrijski kardinal, državnik († 1630)
- 1660 – Friedrich Hoffmann, nemški zdravnik († 1742)
- 1743 – Luigi Boccherini, italijanski skladatelj († 1805)
- 1815 – Johann Gottfried Wetzstein, nemški orientalist († 1905)
- 1833 – Élie Ducommun, švicarski mirovnik, novinar, nobelovec († 1906)
- 1847 – Josip Cimperman, slovenski pesnik in prevajalec († 1893)
- 1856 – Rudolf Stammler, nemški pravnik, pedagog († 1938)
- 1859 – Svante August Arrhenius, švedski fizik, kemik, nobelovec 1903 († 1927)
- 1864 –
  - Josip Kostanjevec, slovenski pisatelj († 1934)
  - Jean Verdier, francoski nadškof in kardinal († 1940)
- 1880 – Álvaro Obregón, mehiški general, državnik († 1928)
- 1886 – Milan Skrbinšek, slovenski gledališki režiser († 1963)
- 1887 – Ana Lebar, slovenska pedagoška pisateljica († 1951)
- 1889 – José Eustasio Rivera, kolumbijski pesnik, pisatelj († 1928)
- 1896 – Stane Žagar, slovenski učitelj in partizan († 1942)
- 1900 – Giorgos Seferis, grški pesnik, nobelovec 1963 (možen datum rojstva je tudi 13. marec) († 1971)
- 1910 – Ljubka Šorli, slovenska pesnica († 1993)
- 1917 – Anton Žun, slovenski pravnik in sociolog († 1978)
- 1919 – Konrad Žilnik, slovenski narodni heroj († 1944)
- 1922 – Cvetana Priol, slovenska glasbenica in mistikinja († 1973)
- 1924 – David Bronštejn, ukrajinski šahist († 2006)
- 1931 – Camillo Ruini, italijanski škof in kardinal († 2006)
- 1933 – Veno Taufer, slovenski pesnik, dramatik
- 1940 –
  - David Jonathan Gross, ameriški fizik, nobelovec 2004
  - Saparmurat Nijazov - Turkmenbaši, turkmenski predsednik († 2006)
- 1949 – Danielle Bunten Berry, ameriški programer († 1998)
- 1952 – Danilo Türk, slovenski državnik
- 1957 – Falco, avstrijski pevec († 1998)
- 1953 – Cristina Fernández de Kirchner, argentinska državnica
- 1960 – Princ Andrew, vojvoda Yorški, britanski princ
- 1963 – Tomaž Pandur, slovenski gledališki režiser († 2016)
- 1975 – Esther de Lange, nizozemska političarka
- 1981 – Robert Roškar, radijski voditelj, televizijski voditelj, novinar, igralec

## Smrti
- 1133 – Irena Dukas, bizantinska cesarica (* 1066)
- 1300 – Munio iz Zamore, general dominikanskega reda (* 1237)
- 1309 – Bogislav IV., vojvoda Pomeranije
- 1378 – papež Gregor XI. (* 1336)
- 1414 – Thomas Arundel, canterburyjski nadškof (* 1353)
- 1553 – Erasmus Reinhold, nemški astronom, matematik (* 1511)
- 1709 – Tokugava Cunajoši, japonski šogun (* 1646)
- 1887 – Eduard Douwes Dekker - Multatuli, nizozemski pisatelj (* 1820)
- 1916 – Ernst Mach, avstrijski fizik, filozof (* 1838)
- 1923 –
  - Frédéric Masson, francoski zgodovinar, akademik (* 1847)
  - Ivan Tavčar, slovenski pisatelj, politik(* 1851)
- 1935 – Jožef Čarič, slovenski (prekmurski) politik in duhovnik (* 1866)
- 1951 – André Gide, francoski pisatelj, nobelovec 1947 (* 1869)
- 1952 – Knud Pedersen - Knut Hamsun, norveški pisatelj, nobelovec 1920 (* 1859)
- 1980 – Ronald Belford »Bon« Scott, avstralski težkometalni pevec (* 1946)
- 1990 – Otto Eduard Neugebauer, avstrijsko-ameriški matematik, astronom, zgodovinar astronomije (* 1899)
- 1997 – Deng Šjaoping, kitajski politik (* 1904)
- 1999 – Georg Meier, nemški motociklistični in avtomobilistični dirkač (* 1910)
- 2000 – Friedensreich Hundertwasser, avstrijski slikar, arhitekt (* 1928)
- 2016 –
  - Umberto Eco, italijanski filozof, jezikoslovec in pisatelj (* 1932)
  - Harper Lee, ameriška pisateljica (* 1926)
- 2021:
  - Đorđe Balašević, srbski kantavtor (* 1953)
  - Danilo Benedičič, slovenski dramski igralec (* 1933)

## Goduje
- sveti Barbat
- sveti Beat
- sveti Konrad Confalonieri